# 895

## Събития
- Българи и печенеги разбиват маджарите и ги прогонват в Панония